# Fort de Chesters
Le fort de Chesters, parfois appelé Walwick Chesters ou Cilurnum, est un fort romain faisant partie du mur d’Hadrien. Construit vers 125, il abrite différentes unités auxiliaires de cavalerie, ou alae, et contrôle le pont sur la North Tyne.

## Dénomination
Le nom communément utilisé à l’époque contemporaine est fort de Chesters. Le fort se voit parfois attribuer le nom latin Cilurnum. Ce nom est mentionné dans un document datant de la fin de l’Empire romain, la Notitia dignitatum, qui indique que ce lieu est la base du préfet de l’ala II Asturum. Cette unité ayant été présente à Chesters et la position du fort dans la liste, qui progresse dans l’ordre d’est en ouest, étant cohérente, le site de Chesters est généralement associé à ce nom. Son sens exact reste toutefois inconnu : il pourrait s’agir d’un dérivé latin d’un mot celte relatif au chaudron. Ce terme pourrait faire référence à l’Inglepool, une profonde dépression située au sud-ouest du fort et désormais comblée.

## Garnison
La première unité en garnison au fort de Chesters est l’ala Augusta ob virtutem appellata, une unité de cavalerie chargée de patrouiller à longue distance au nord du mur. Le fort est resté occupé par des troupes de cavalerie pendant la majeure partie de sa période d’activité.

## Architecture

### Organisation générale
Le fort de Chesters est organisé de la même manière que les autres forts romains, selon un standard en place depuis le Ier siècle et qui reprend lui-même les éléments des camps de marche de l’époque de la République. Le plan prend ainsi la forme d’un rectangle aux angles arrondis délimité par une enceinte renforcée par un talus, garnie de tours et précédée d’un fossé en V. L’espace intérieur est organisé par une voie transversale, la via principalis, et une voie longitudinale, la via praetoria. À leur intersection se trouve le quartier général (principia), à côté duquel se trouve la maison du commandant (praetorium), des greniers, des entrepôts et éventuellement un hôpital. Le reste de l’espace intérieur est occupé par les baraquements et les écuries. Le fort occupe une surface totale de 2,3 ha, ce qui en fait le troisième plus grand fort du mur d’Hadrien après Stanwix et Bowness.